# 蒙泰富斯科
蒙泰富斯科（義大利語：Montefusco），是意大利阿韦利诺省的一个市镇。总面积8平方公里，人口1471人，人口密度183.9人/平方公里（2009年）。ISTAT代码为064056。